# Dypterygia cupreotincta
Dypterygia cupreotincta är en fjärilsart som beskrevs av Shigero Sugi 1954. Dypterygia cupreotincta ingår i släktet Dypterygia och familjen nattflyn. Inga underarter finns listade i Catalogue of Life.